# 2716 Tuulikki
2716 Tuulikki (1939 TM) là một tiểu hành tinh vành đai chính được phát hiện ngày 7 tháng 10 năm 1939 bởi Y. Vaisala ở Turku.